# جوزيف فايزنباوم
جوزيف فايزنباوم (بالألمانية: Joseph Weizenbaum) (8 كانون الثاني 1923 - 5 نيسان 2008) وهو عالم كمبيوتر أمريكي ألماني وأستاذ في معهد ماساتشوستس للتكنولوجيا. تم تسمية جائزة فايزنباوم باسمه، ويعتبر من آباء الذكاء الاصطناعي الحديث.

## الحياة والوظيفة
ولد في برلين بألمانيا لأبوين يهوديين، وهرب من ألمانيا النازية في كانون الثاني 1936، حيث هاجر مع عائلته إلى الولايات المتحدة. بدأ دراسة الرياضيات في عام 1941 في جامعة واين ستيت، في ديترويت، ميشيغان. في عام 1942، أوقف دراسته ليخدم في سلاح الجو بالجيش الأمريكي كخبير في الأرصاد الجوية، بعدما رفض في مجال التشفير بسبب تصنيفه «كعدو أجنبي». بعد الحرب، في عام 1946، عاد إلى واين ستيت لإكمال دراسته في تخصص الرياضيات، وحصل على درجة البكالوريوس عام 1948، ودرجة ماجستير بالعلوم في عام 1950.
حوالي عام 1952، عمل كمساعد باحث في جامعة وين ستيت على أجهزة الكمبيوتر التناظرية وساعد أيضاً في صنع كمبيوتر رقمي. في عام 1956، عمل في شركة جنرال إلكتريك علي آلة التسجيل الإلكتروني والمحاسبة، وهو نظام حاسوب الذي استحدث استخدام الخطوط المشفرة مغناطيسيًا المطبوعة على الحد السفلي من الشيكات لمعالجة الشيكات تلقائيًا عن طريق التعرف على الأحرف بالحبر المغناطيسي.
وفي عام 1964 تولى فايزنباوم منصباً في معهد ماساتشوستس للتكنولوجيا.

## محاكاة علم النفس في معهد ماساتشوستس للتكنولوجيا
في عام 1966، نشر هو برنامج بسيط نسبيا يسمى إليزا، الذي سمي على اسم الشخصية العبقرية في مسرحية جورج برنارد شو بيجماليون، وكان هدف البرنامج معالجة اللغة الطبيعية. مستنداً على نص اسمه DOCTOR، كان البرنامج قادراً على إشراك البشر في محادثة مماثلة بشكل كبير لنمط المحادثات مع عالم نفس متعاطف. حيث صاغ فايزنباوم أسلوب البرنامج في المحادثة على غرار اسلوب عالم النفس كارل روجرز، وهو العالم الذي استحدث اسلوب الأسئلة المفتوحة مع المرضى لتشجيعهم على التواصل بشكل أكثر فعالية مع المعالجين. فطبق البرنامج أنماط مطابقة للقواعد على العبارات المستخدمة في المعالجة النفسية لمعرفة الردود على هذه العبارات (تسمى الآن هذه برامج بروبوتات المحادثة) ويعتبر هذا البرنامج رائد آلات التفكير. صُدم فايزنباوم من أن برنامجه قد أخذ على محمل الجد من قبل العديد من المستخدمين، الذين فتحوا قلوبهم له. ومن القصص الشهيرة عن هذا البرنامج، ما حصل بين فايزنباوم وسكرتيرته عندما دخل عليها وعرف انها تستخدم البرنامج، حيث طلبت من فايزنباوم المغادرة: «هل تمانع في مغادرة الغرفة من فضلك؟».

## مخاوف حول الذكاء الاصطناعي
بدأ فايزنباوم التفكير فلسفيًا في الآثار المترتبة على الذكاء الاصطناعي حيث تحول لاحقًا ليكون أحد أبرز منتقديه. في مقابلة مع The Tech من معهد ماساتشوستس للتكنولوجيا، أوضح فايزنباوم مخاوفه بإسهاب، وتتطرق إلى ما بعد مجال الذكاء الاصطناعي، موضحاً أن مخاوفه على المجتمع ومستقبله كانت إلى حد كبير بسبب الكمبيوتر نفسه. كان يعتقد أن الكمبيوتر، في أكبر امكانيته، هو قوة محافظة أساساً وأنه على الرغم من كونه ابتكاراً تقنياً، فإنه سينتهي به الأمر إلى إعاقة التقدم الاجتماعي. استخدم فايزنباوم خبرته في العمل مع بنك أمريكا كمثال لشرح مخاوفه، قائلاً إن الكمبيوتر سمح للبنوك بالتعامل مع العدد المتزايد من الشيكات قيد التشغيل، والتي لولا البرنامج كان من المفترض فرض تغييرات جذرية على التنظيم المصرفي مثل اللامركزية. على هذا الأساس، على الرغم من أن الكمبيوتر سمح للصناعة بأن تصبح أكثر كفاءة، إلا أنه حال دون إعادة النظام الأساسي.
يعتقد فايزنباوم:
| جوزيف فايزنباوم | أن الذكاء الصناعي لا ينبغى أبدًا أن يُستخدَم كبديل للإنسان في وظائف معينة، كخدمة العملاء والعلاج النفسي والعناية بالمسنين وحفظ الأمن والقضاء والشرطة، لأن هذه المهن تتطلب قدرًا من العناية والاحترام لا يقدر الذكاء الاصطناعي على توفيره، ولذلك لا يستطيع إنجاز تلك الوظائف، لأن الشعور الأصيل بالعاطفة والإيثار يلعب دورًا مهمًّا فيهم. | جوزيف فايزنباوم |

على الرغم من العمل القريب مع أجهزة الكمبيوتر لسنوات عديدة، كان فايزنباوم قلقاً بشكل مستمر بشأن الآثار السلبية التي قد تحدثها الحواسيب على العالم، خاصةً بالجيش، واصفاً الكمبيوتر بأنه «طفل الجيش». فعندما سئل فايزنباوم عن الاعتقاد بأن اختصاصي علم الحاسوب سينتهي بهم الأمر في كثير من الأحيان إلى التعاون مع الدفاع، شرح فايزنباوم موقفه باستخدام تعابير ملطفة، فيما يتعلق بتأثير الحاسوب على وجهات النظر المجتمعية. ورأى أن مصطلحي «الجيش» و «الدفاع» لا يعبران بدقة عن المنظمات وأفعالها. وأوضح أنه لا يعتقد في نفسه على أنه من دعاة السلام، معتقداً أنه توجد بالتأكيد أوقات يكون فيها السلاح ضرورياً، ولكن بالإشارة إلى الدفاع على أنه عمليات قتل وتفجيرات، فإن الإنسانية ككل ستكون أقل ميلاً إلى تبني ردود الفعل العنيفة بهذه السرعة.

## الفرق بين القرار والاختيار
يعرض كتاب فايزنباوم المؤثر لعام 1976 قوة الكمبيوتر والعقل البشري تناقضه تجاه تكنولوجيا الحاسوب ويوضح قضيته: «قد يكون الذكاء الاصطناعي ممكناً، لكن يجب ألا نسمح لأجهزة الكمبيوتر أبداً باتخاذ قرارات مهمة؛ لأن أجهزة الكمبيوتر ستفتقر دائماً إلى الصفات البشرية مثل التعاطف والحكمة». ميز فايزنباوم بشكل قطعي بين اتخاذ القرار والاختيار. فعرف القرار بإنه نشاط رياضي، أي شيء يمكن برمجته في النهاية. أما الاختيار فهو نتاج لحكم وليس لحساب رياضي؛ لذلك فإن القدرة على الاختيار هي التي تجعلنا بشراً. فالحكم البشري الشامل قادر على تضمين عوامل غير رياضية، مثل العواطف. يمكن للحكم أن يقارن بين التفاح والبرتقال، ويمكن أن يفعل ذلك دون تحديد كمية كل نوع من أنواع الفاكهة ثم تحديد كمي لكل نوع من العوامل الضرورية للمقارنة.
وكان فايزنباوم مبتكر لغة برمجة SLIP .

## العودة إلى الجذور
في عام 1996، انتقل فايزنباوم إلى برلين وعاش بجوار حي طفولته.
فيلم وثائقي ألماني عن فايزنباوم «وايزنباوم. المتمرد في العمل»، أصدر في عام 2007 وترجم لاحقًا إلى اللغة الإنجليزية. تم إصدار الفيلم الوثائقي آخر التوصيل والصلاة عن فايزنباوم وأخلاقيات الذكاء الاصطناعي في عام 2010.
عمل حتى وفاته كرئيس للمجلس العلمي في معهد الأعمال الإلكترونية في برلين. بالإضافة إلى عمله في معهد ماساتشوستس للتكنولوجيا، شغل أيضاً عدة مناصب أكاديمية في جامعة هارفارد وستانفورد وجامعة بريمن وجامعات أخرى.
دفن فايزنباوم في مقبرة فايسنسي اليهودية في برلين. وأقيمت مراسم التأبين هناك في 18 آذار 2008.

## أعماله
- «إليزا - برنامج حاسوبي لدراسة الاتصال اللغوي الطبيعي بين الإنسان والآلة» اتصالات جمعية آلات الحوسبة 9 (1966): 36-45.[18]
- قوة الكمبيوتر والعقل البشري: من الحكم إلى الحساب ، سان فرانسيسكو: دبليو إتش فريمان، 1976(ردمك 0-7167-0464-1)
- جزر في تيار الإنترنت: البحث عن ملاذات العقل في مجتمع مبرمج ، سكرامنتو: كتب ليتوين، 2015(ردمك 978-1-63400-000-0)
- أوروبا الوسطى والشرقية
- مقدمة إلى تجديد الكائن الاجتماعي بقلم رودولف شتاينر، مطبعة الأنثروبولوجيا، 1985(ردمك 0-88010-126-1) (قماش)(ردمك 0-88010-125-3) (كتاب.)

## روابط خارجية
- جوزيف فايزنباوم: 1988 الحائز على جائزة نوربرت وينر CPSR للمسؤولية المهنية والاجتماعية
- برنامج Java الصغير يعيد إنشاء ELIZA الأصلي بأمانة
- معهد الأعمال الإلكترونية
- فيلم وثائقي مع وحول جوزيف نسخة محفوظة 25 فبراير 2021 على موقع واي باك مشين. فايزنباوم («فايزنباوم. المتمرد في العمل».)
- مقال بقلم نوح واردريب فروين عن تأثير إليزا
- النعي، المستقل 18 مارس 2008
- نعي، الأوقات 24 مارس 2008 نسخة محفوظة 24 مايو 2010 at Archive.is
- فرانكفورتر الجماينه تسايتونج، 11.11.2010 مقال عن فيلم وثائقي تم تصويره قبل وفاته بفترة وجيزة
- النعي، نيويورك تايمز ، 13 مارس 2008، يحتوي على أسماء الأزواج والأطفال